# Poljot
Poljot (in russo Полёт?, volo) è una marca di orologi prodotti in Russia. La ditta è attiva dal 1930, ed esporta all'estero dal 1959.

## Storia

### Le origini

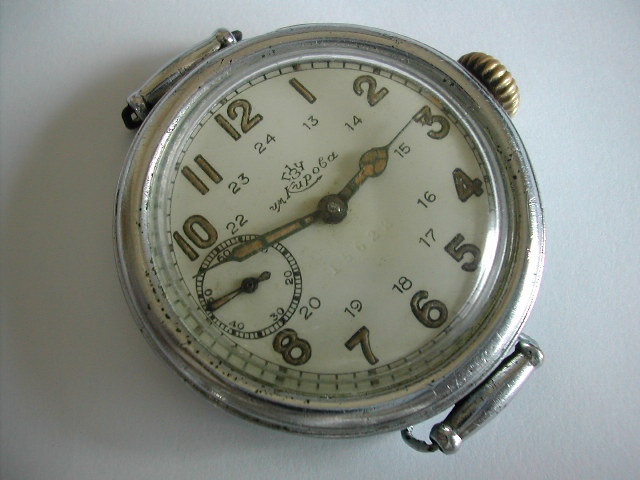
orologio da polso degli anni '30 con movimento Dueber-Hampden

Alla fine degli anni venti l'Unione Sovietica dipendeva dall'estero per la fornitura di orologi, sia ad uso militare che ad uso civile, ed era costretta ad importarli pagandoli in oro. Per rendersi autonomo, il governo decise nel 1927 di iniziare ad organizzare la produzione di orologi sul territorio sovietico. Nel 1929 il governo sovietico, attraverso la sua agenzia commerciale Amtorg Trading, acquistò gli stabilimenti di due fabbriche di orologi americane che avevano chiuso i battenti, la Ansonia Clock Company di Brooklyn e la Dueber-Hampden Watch Company di Canton, Ohio. Ventuno ex dipendenti della DUeber-Hampden (orologiai, incisori e tecnici di diverso tipo) si trasferirono a Mosca ed addestrarono i lavoratori locali nell'ambito del primo piano quinquennale. I primi movimenti prodotti riportavano ancora il marchio Dueber-Hampden.
La prima produzione si incentrava su quattro modelli: un orologio da tasca a 15 rubini per il Ministero delle Comunicazioni, un orologio da polso a 7 rubini per l'Armata Rossa, un orologio civile da tasca per uomo a 7 rubini, ed un orologio da polso civile da donna a 15 rubini. Nel giro di un paio di anni i lavoratori locali furono in grado di gestire la produzione senza ulteriori aiuti dai tecnici stranieri.
La fabbrica si chiamava originalmente Prima fabbrica sovietica di orologi. Nel 1935 fu ribattezzata con il nome di Sergej Mironovič Kirov, assassinato nel dicembre del 1934, prendendo così la denominazione di Prima fabbrica sovietica di orologi "Kirova".

### Dalla seconda guerra mondiale alla corsa allo spazio
Nel 1941, con l'avanzata dell'esercito tedesco su Mosca, la fabbrica fu trasferita in tutta fretta a Zlatoust, per poi essere riportata a Mosca nel 1943 quando ebbe inizio la ritirata tedesca. In quest'occasione la fabbrica assunse il nome di Prima fabbrica moscovita di orologi (Первый Московский Часовой Завод - 1МЧЗ). Durante questo periodo la fabbrica, oltre a produrre orologi ad uso militare, produsse anche forniture belliche, in particolare munizioni. La produzione bellica cessò nel 1945, quando la fabbrica cominciò a progettare un nuovo modello, il K26 Pobeda (in russo: vittoria), che fu disponibile dal 1946.
Nel 1949 fu creato il modello Sturmanskie (in russo: navigatore), un orologio destinato esclusivamente all'aviazione militare, che fu prodotto fino al 1953. Un orologio Sturmanskie equipaggiò Jurij Gagarin durante il suo primo volo nello spazio, il 12 aprile 1961.
Nel 1956 iniziò la produzione del primo orologio automatico, che fu in seguito reso disponibile con il marchio Rodina (in russo: patria).
Nel 1957 furono realizzati due modelli particolari. Il primo fu realizzato per la prima spedizione sovietica in Antartide: basato sul movimento Pobeda, questo orologio presentava la particolarità di avere il quadrante diviso in 24 ore anziché le classiche 12. Il secondo era un modello celebrativo per il successo della prima missione Sputnik, ed era caratterizzato da un movimento Pobeda modificato. Entrambi gli orologi rimasero in produzione solo per un anno.
Nel 1959 la fabbrica fu designata per la produzione di orologi destinati all'esportazione nel mondo occidentale. Nello stesso anno iniziarono la produzione del movimento 2612 con sveglia meccanica, e del cronografo Strela (in russo: freccia). Nel 1960 uscirono i primi modelli con marchio Poljot. Il cronografo Strela, il cui movimento era ispirato allo svizzero "Venus 150", fu utilizzato dal cosmonauta Aleksej Leonov durante la prima passeggiata spaziale il 18 marzo 1965.
In seguito al successo della missione di Gagarin, uscirono diversi modelli con nomi ispirati allo spazio (Orbita, Kosmos), e nel 1964 la fabbrica cominciò ad utilizzare il marchio Poljot (in russo: volo) per tutta la sua produzione.

### Gli anni '70 ed '80
All'inizio degli anni settanta vi fu un parziale rinnovamento dei movimenti disponibili. Nel 1976 la Poljot rilevò alcune linee di produzione della svizzera Valjoux ed iniziò la produzione di una versione profondamente modificata del movimento Valjoux 7734 (17 rubini), che prese la sigla 3133 (23 rubini). Questo movimento equipaggiò dapprima un cronografo per la marina militare, il modello Okean (Oceano, in cirillico OKEAH), quindi un cronografo per l'aviazione, chiamato anch'esso Sturmanskie. Il movimento 3133 fu reso disponibile al mercato civile solo nel 1983. Anche questi cronografi furono utilizzati con successo nello spazio, non solo da cosmonauti sovietici, ma anche da cosmonauti di altri paesi.

### L'era post-sovietica
Nel 1992 la Poljot fu nominata fornitrice ufficiale del Presidente della Federazione Russa.
Dalla fine degli anni novanta la ditta ha cambiato la sua filosofia, cessando la produzione di orologi al quarzo e focalizzandosi su un mercato di nicchia. Tra il 2000 ed il 2003 furono introdotte nuove linee, basate su movimenti 3133 modificati.
La ditta dovette comunque ridurre notevolmente le dimensioni, e soprattutto dovette vendere i macchinari per la produzione di movimenti ad altre ditte tra cui la Vostok (o semplicemente "Vostok").  Questo portò nel 2002 ad una "scissione": alcuni dipendenti scontenti del nuovo corso abbandonarono la Poljot e fondarono la Volmax, che produce orologi con i marchi Aviator, Buran e Sturmanskie.
Nel 2003 la ditta assunse il nome 1st Moscow Watch Factory (prima fabbrica moscovita di orologi), limitando il marchio Poljot al mercato interno. La produzione è comunque ancora attiva (2009), e gli orologi marchiati "Poljot" sono disponibili anche sul mercato internazionale. La produzione attuale è basata sui movimenti 3133 cronografico e 2612.1 "svegliarino".